# Amandus Schibsted

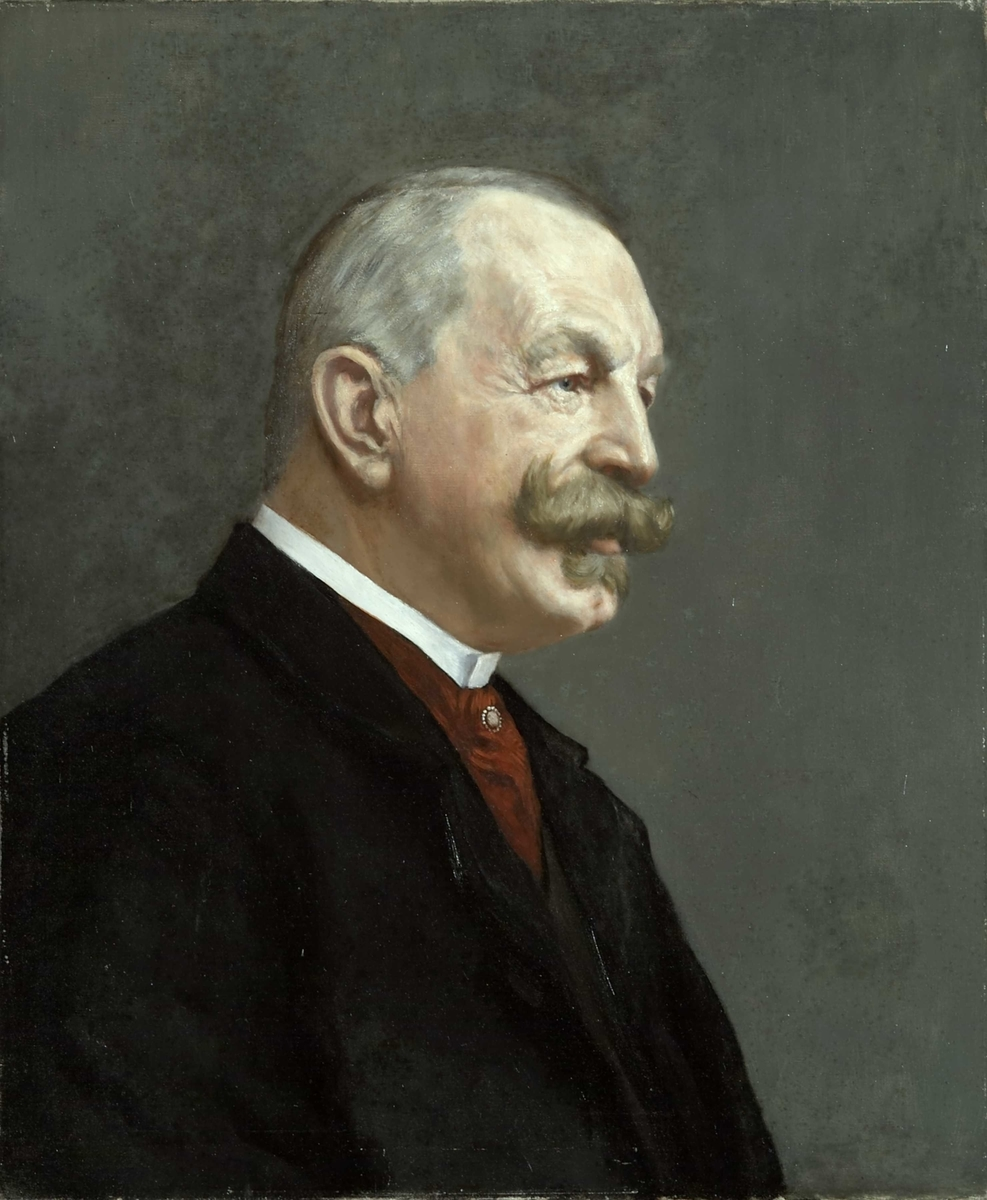
Amandus Schibsted, porträtterad av Wilhelm Holter.

Amandus Theodor Schibsted, född den 5 maj 1849 i Kristiania (nuvarande Oslo), död där den 7 maj 1913, var en norsk tidningsman.

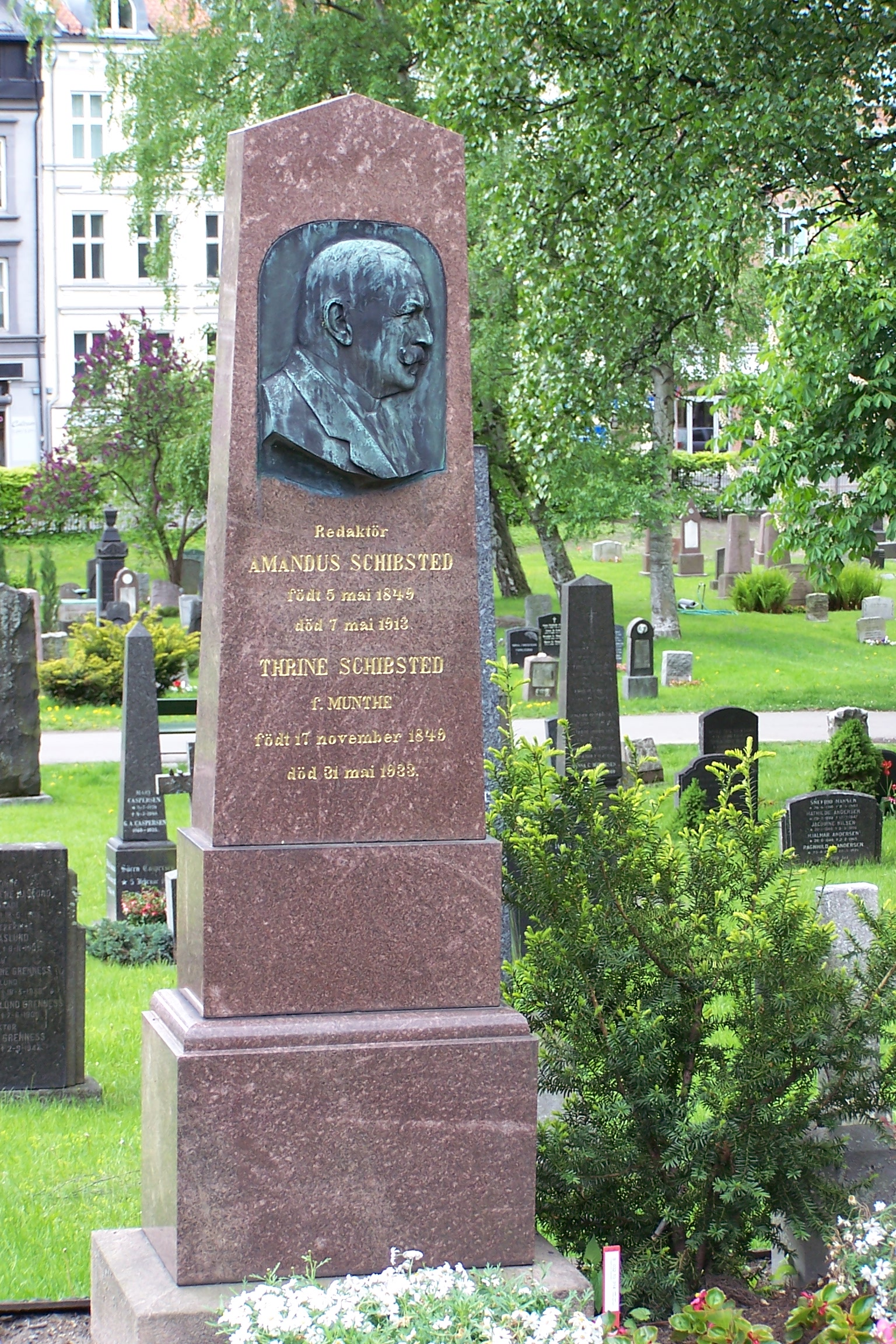
Amandus Schibsteds grav på Vår Frelsers gravlund.

Schibsted inträdde 1871 som medarbetare i den av hans far, boktryckaren Christian Schibsted, 1860 uppsatta dagliga tidningen Aftenposten, varav han var ensam ägare och chefredaktör från den 1 februari 1879 ända till sin död. Tack vare hans alltid vakna initiativförmåga och betydande journalistiska skicklighet blev "Aftenposten" landets mest spridda konservativa tidning. År 1897 gav han impulsen till upprättande av De norske journalisters pensions- og understøttelsesfond och inlade på det hela taget stor förtjänst om pressens organisation, varjämte han visade mycken offervillighet till förmån för en mängd vetenskapliga, konstnärliga och andra allmännyttiga ändamål (Abel-monumentet, Videnskapsselskapet, universitetet med flera); bland annat stiftade han 1899 ett legat (ursprungligen 20 000 kronor) till fromma för manssången i Norge, och 1903 skänkte han 50 000 kronor som grundkapital till en pensions- och understödskassa för sin tidnings funktionärer och övriga personal.